# Семець Василь
Василь Семець (1890 — † 28 січня 1918) — український військовик. Підхорунжий УСС і Січових Стрільців Армії УНР.

## Життєпис
Народився 1890 року в селі Шум'яч, Турківського повіту.
Навчався у гімназії у Самборі, Львові та Львівському університеті.
У 1913-1914 рр. жив у Києві.
До Легіону УСС вступив у 1914 р. і в сотні Дідушка перебув бої в Карпатах. 
За часів Центральної Ради підпільно перейшов до Києва і був старшиною в курені Січових стрільців. Працював у редакції газети "Народна воля".
Поляг у бою з большевиками на Арсеналі в Києві 28 січня 1918 р.
Похований на Аскольдовій могилі над Дніпром.